# Miguel Ángel Vidal (futbolista, 1934)
Miguel Ángel Vidal (Buenos Aires, 17 de agosto de 1934 – Buenos Aires, 26 de mayo de 2023) fue un jugador de fútbol profesional argentino que se desempeñaba como defensor.

## Trayectoria

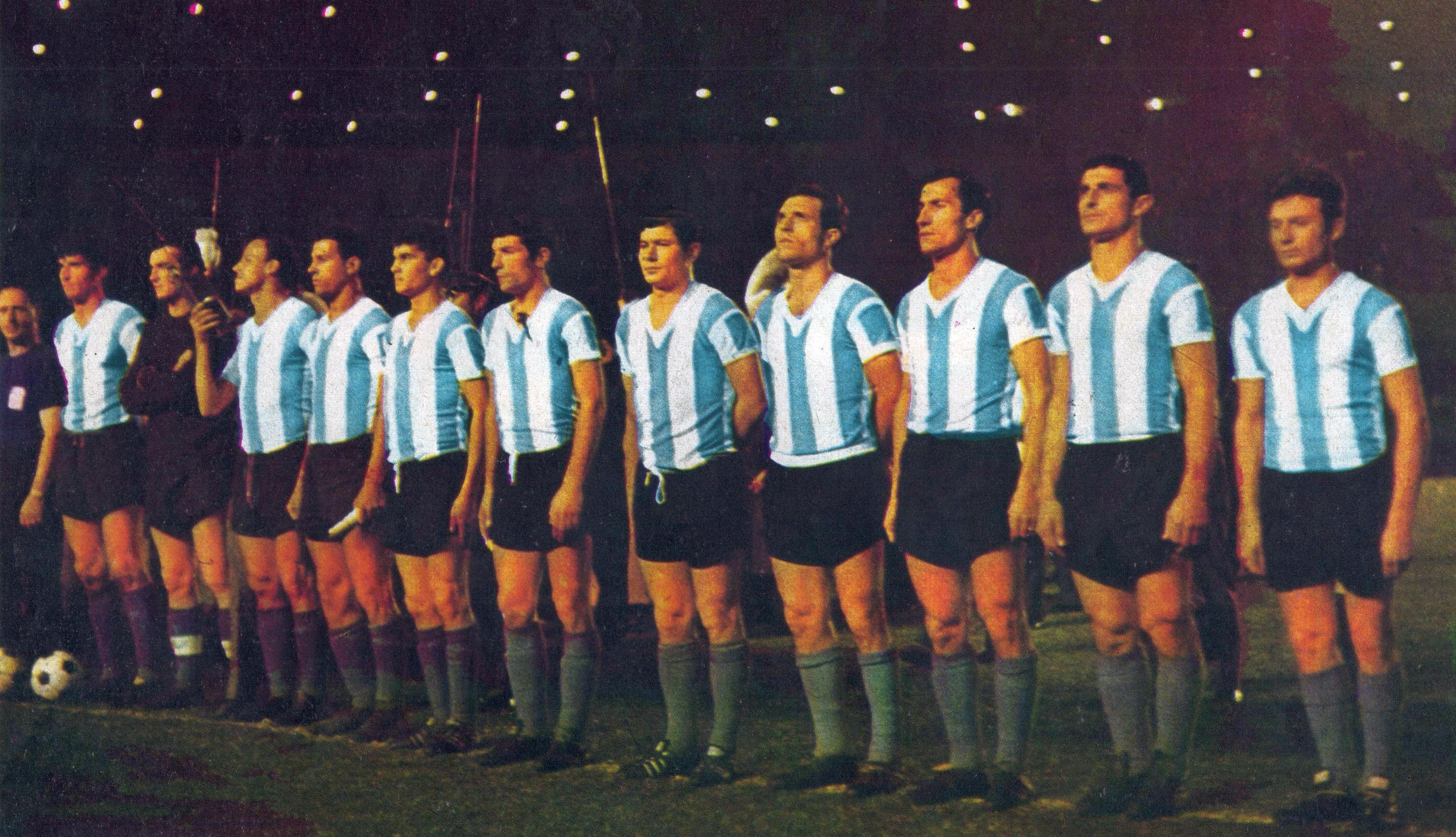
Equipo argentino que conquistó la Copa de las Naciones 1964

El marcador de punta izquierdo nació el 17 de agosto de 1934 en Buenos Aires. Comenzó en el fútbol en el club barrial Alumni y en 1949 empezó a formarse en las divisiones juveniles de Argentinos Juniors, con quien debutó en 1955. Integró el equipo que logra el ascenso en 1955.
Tres años después llega al Club Huracán donde primero fue suplente del jugador Juan Filgueiras, pero su inteligente manejo del balón lo hizo destacarse y llegar a la Selección Argentina.
En el conjunto nacional argentino llegó a su punto más alto cuando conquistó la Copa de Las Naciones conquistada en Brasil en 1964. Entre 1960 y 1964 lo convocaron 16 veces para vestir la camiseta argentina. Formó parte del equipo que logró la clasificación a la Copa Mundial de Fútbol de 1962 en Chile aunque no fue convocado para a jugar el Mundial.
Era  un lateral de categoría, adelantado para su tiempo, con más proyección al ataque que impulso a la marca. Jugando para el Club Huracán, jugó 163 encuentros y tres goles en sendos campeonatos más cinco cotejos en la Copa Suecia (168 partidos y 3 goles entre 1958 y 1964).
Luego pasó a Racing Club en 1965 y al Club Deportivo Español con quien consiguió el ascenso a primera división en 1966. 
En 1964 realizó el curso de Director Técnico en la Asociación del Fútbol Argentino (AFA). En 1969 realizó un nuevo curso de técnico que tras dos años de realización le fue reconocido con el diploma correspondiente. Ese año asume como director técnico en las divisiones juveniles de Huracán y eventualmente reemplazó a Néstor Rossi en la primera división. Más tarde colaboró con la asistencia técnica del Club Almagro, que estaba en Primera B. Al año siguiente pasó a Almirante Brown de la misma categoría que estaba último y lo dejó quinto.
También fue técnico del equipo de Deportes Quindio de Colombia y más tarde en Argentinos Juniors y Defensores de Belgrano.
A mediados de 1970 jugó para el Club Social de González Moreno.

## Palmarés

### Club

#### Competiciones nacionales
- Primera B Nacional: 1

Argentinos Juniors: 1955

### Nacional
- Copa de las Naciones: 1

1964